# Malchin
Malchin (Tysk udtale: [malˈçiːn]) er en by i Landkreis Mecklenburgische Seenplatte i delstaten Mecklenburg-Vorpommern i Tyskland. Den byder på nogle bemærkelsesværdige vartegn, såsom to byporte i teglstensgotik, et middelalderligt forsvarstårn, den gotiske bykirke St. Johannis og rådhuset i nybarokstil. Den tidligere kommune Duckow blev fusioneret til Malchin i januar 2019.

## Geografi

### Beliggenhed
Malchin ligger i en lavning på Malchiner Peene mellem Malchiner See, som byen er forbundet med via Dahmer Kanal, og Kummerower See, som man kan nå fra byen via Peenekanal, øst for den skovrige naturpark Mecklenburgische Schweiz und Kummerower See. Den når op i højder på over 120 meter over havets overflade omkring de nordvestlige bydele Neu Panstorf, Retzow og Wendischhagen.

### Byinddeling
Følgende bydele og bebyggelser hører til Malchin:
| - Alt Panstorf - Duckow - Gorschendorf - Gülitz | - Hagensruhm - Jettchenshof - Neu Panstorf - Pinnow | - Pisede - Remplin - Retzow - Salem | - Scharpzow - Viezenhof - Wendischhagen |

## Folk fra Malchin
- Cordula Wöhler (1845–1916), forfatter og salmeforfatter
- Siegfried Marcus (1831-1898), opfinder
- Joachim Christian Timm (1734-1805), botaniker
- Thomas Doll (1966-), fodboldspiller